# PfSense
pfSense ist eine Firewall-Distribution auf der Basis des Betriebssystems FreeBSD und des Paketfilters pf.
Sie existiert in zwei Versionen, pfSense Community Edition (CE) als Gratisversion, und pfSense Plus (zunächst Factory Edition) als Bezahlversion mit offiziellem Support für Geschäftskunden.
Seit pfSense Plus 21.02 und pfSense Community Edition 2.5.0 gibt es auch Unterschiede in den Features.
Die Aufteilung in pfSense Plus und pfSense Community Edition führte zur Entstehung von OPNsense.

## Namensherkunft
Der Name pfSense setzt sich zusammen aus dem Namen des verwendeten Paketfilters pf und dem englischen Begriff sense, welcher hier verwendet wird im Sinne von „making sense of pf“. Dies lässt sich sinngemäß übersetzen zu „pf einen Sinn geben“, „Sinnvolles mit pf machen“ oder „aus pf schlau werden“.

## Geschichte

### Entstehung
Die Distribution ist ein Fork vom mittlerweile eingestellten Projekt m0n0wall und wurde 2004 von Chris Buechler und Scott Ullrich ins Leben gerufen. m0n0wall war eine ähnliche Firewall-Distribution, damals auf Basis von FreeBSD-4 und ipfilter.

### Heartbleed-Bug
PfSense verwendet OpenSSL und war damit auch vom „Heartbleed“-Bug betroffen. Dieser Fehler trat kurz nach dem Veröffentlichen der Version 2.1.1 auf, weshalb am 10. April 2014 das Update zu 2.1.2 bereitgestellt wurde.

### Rechtsstreit mit Deciso
Im November 2017 stellte ein Schiedsgericht der Weltorganisation für geistiges Eigentum fest, dass Netgate die Domain opnsense.com in böser Absicht benutzt hatte, um OPNsense, eine konkurrierende Open-Source-Firewall, zu diskreditieren, und verpflichtete Netgate, die Domain an Deciso, den Entwickler von OPNsense, zu übertragen. Die Netgate-Partei versuchte, sich auf die Fair-Use-Klausel zu berufen und behauptete, dass der Domainname „für eine Parodie-Website verwendet wurde“; dies wurde mit der Begründung abgelehnt, dass die Meinungsfreiheit die Registrierung von Domainnamen nicht abdeckt.

### Download und Installation ab 2024
Seit 2024 ist zum Download der CE-Edition das Anlegen eines vollständigen Benutzer-Accounts Voraussetzung. Die Installation erfordert eine Internetverbindung und lässt sich nur dann abschließen, wenn Zugriff auf die Server von Netgate gestattet wird.

## Aufbau
pfSense wird komplett über eine Web-Oberfläche gesteuert. Außerdem kann man das System mit Hilfe einer Unix-Shell am Bildschirm, über die serielle Schnittstelle oder über das Netzwerk per SSH erreichen.
Enthaltene Software:
- FreeBSD 14-CURRENT
- OpenSSL 3.0.12
- PHP 8.2.11
- Python 3.7

## Systemanforderungen
Die minimalen Systemvoraussetzungen für pfSense 2.7.2 Community Edition sind:
- 64-bit amd64 (x86-64)-kompatible CPU
- 1 GB Arbeitsspeicher
- 8 GB Festplatten-, SSD oder SD-Karten-Speicher
- einer oder mehrere Netzwerkanschlüsse
- USB-Speicher oder DVD-ROM Laufwerk zur Installation

Die Installation erfolgt über ein ISO-Abbild auf einer CD/DVD oder einem USB-Speicherstick.